# Pray to God
Pray to God è un singolo del DJ britannico Calvin Harris, pubblicato il 9 marzo 2015 come sesto estratto dal quarto album in studio Motion.

## Video musicale
Il videoclip si apre con l'inquadratura di un cielo nebuloso con uno squarcio sulla destra, e verso cui si libra in volo uno stormo di colombe; la telecamera inquadra poi il volto in primo piano della maggiore della sorelle, con gli occhi azzurri e i lunghi capelli che le ricadono da entrambi i lati, che con uno sguardo intenso pronuncia le prime parole del brano verso l'obiettivo della camera, che a sua volta allarga il suo campo visivo, inquadrando anche le altre due sorelle in piedi al suo fianco, che pronunciano solo le parole finali delle frasi che ha cominciato la sorella al centro; entrambe sono avvolte in lunghi abiti neri e fronteggiano per intero la telecamera: nel momento in cui il ritmo del brano si movimenta il cielo rosso che hanno come sfondo scorre verso il basso per dare spazio a un paesaggio di montagne ricoperte dalle nevi, nelle quali brancola un lupo alla ricerca della sua preda, che è rappresentata visivamente dal coniglio bianco che giace raggomitolato tra le braccia della cantante con i capelli castani sciolti inginocchiata a terra a proteggerlo dalle insidie della bestia. Nel frattempo sul paesaggio si riversa una forte corrente d'aria che scompiglia i capelli delle tre sorelle che in piedi rimangono saldamente ad affrontare l'urto, fino a diventare una forte bufera di neve che si abbatte su di loro, le quali non demordono, in particolare la cantante al centro che aggrotta le sopracciglia rivolgendo uno sguardo di sfida all'obiettivo.